# Liste der Johannes-Nepomuk-Darstellungen im Bezirk Gänserndorf
Der 1729 heiliggesprochene Johannes Nepomuk gilt nach Maria und Josef als der am dritthäufigsten dargestellte Heilige in Österreich. An zahlreichen Standorten gibt es Johannes-Nepomuk-Darstellungen im niederösterreichischen Bezirk Gänserndorf.
Erst nach Böhmen, aber noch vor dessen Selig- oder Heiligsprechung, setzte in Niederösterreich jene Verehrung Johannes Nepomuks ein, die sich in Form von Statuen und Bildern dokumentiert. Gemessen an der großen Zahl plastischer und bildhafter Darstellungen ist die Zahl der Johannes Nepomuk geweihten Kirchen im Bezirk Gänserndorf allerdings verschwindend gering.

## Standorte
| Foto |                 | Objekt                                                                      | Standort                     | Künstler | Baujahr | Beschreibung |
| ---- | --------------- | --------------------------------------------------------------------------- | ---------------------------- | -------- | ------- | --- |
|      | Datei hochladen | Statue Johannes Nepomuk                                                     | Auersthal                    |          |         | Auf dem Hochaltar der Pfarrkirche von Auersthal befindet sich als Seitenfigur eine Darstellung Johannes Nepomuks aus dem Jahr 1859. |
| ja   | Datei hochladen | Statue Johannes Nepomuk HERIS-ID: 10201 Objekt-ID: 6254 marterl.at: 6554    | Bad Pirawarth ·              |          |         | In Bad Pirawarth steht eine Statue Johannes Nepomuks aus dem 18. Jahrhundert. |
|      | Datei hochladen | Ölgemälde Johannes Nepomuk                                                  | Bad Pirawarth                |          |         | In der Pfarrkirche von Bad Pirawarth befindet sich ein Ölgemälde Johannes Nepomuks aus der zweiten Hälfte des 18. Jahrhunderts. |
| BW   | Datei hochladen | Statue Johannes Nepomuk                                                     | Blumenthal ·                 |          |         | Bei der Brücke vor der Kirche von Blumenthal steht eine Statue Johannes Nepomuks aus der zweiten Hälfte des 18. Jahrhunderts. |
|      | Datei hochladen | Statue Johannes Nepomuk                                                     | Breitstetten                 |          |         | Auf dem linken Seitenaltar der Pfarrkirche von Breitstetten steht eine barocke Figur Johannes Nepomuks. |
|      | Datei hochladen | Statue Johannes Nepomuk                                                     | Dobermannsdorf               |          |         | Am nördlichen Ortsende von Dobermannsdorf steht eine von Putten flankierte Statue Johannes Nepomuk. Ein Chronogramm datiert sie mit 1746. |
| ja   | Datei hochladen | Statue Johannes Nepomuk HERIS-ID: 10514 Objekt-ID: 6573                     | Dobermannsdorf ·             |          |         | An der Kreuzung Bahngasse / Hausbrunnerstraße steht eine Statue Johannes Nepomuks mit einem Relief des Brückensturzes und einer Schriftkartusche.                                                                                             |
| BW   | Datei hochladen | Statue Johannes Nepomuk                                                     | Drösing ·                    |          |         | Im östlichen Ortsteil von Drösing steht auf dem Zayaberg eine 1743 errichtete Statue Johannes Nepomuks. |
|      | Datei hochladen | Statue Johannes Nepomuk                                                     | Dürnkrut                     |          |         | In der Pfarrkirche von Dürnkrut befindet sich eine Figur Johannes Nepomuks aus der zweiten Hälfte des 18. Jahrhunderts. |
|      | Datei hochladen | Statue Johannes Nepomuk                                                     | Ebenthal                     |          |         | In der Pfarrkirche von Ebenthal befindet sich eine Figur Johannes Nepomuks aus der zweiten Hälfte des 18. Jahrhunderts. |
|      | Datei hochladen | Statue Johannes Nepomuk                                                     | Ebenthal                     |          |         | In der Schlosskapelle von Schloss Ebenthal befindet sich eine Statue Johannes Nepomuks aus der Mitte des 18. Jahrhunderts. |
| BW   | Datei hochladen | Statue Johannes Nepomuk                                                     | Ebenthal ·                   |          |         | Im Norden von Schloss Ebenthal steht eine Dreifaltigkeitssäule aus dem Jahr 1714. Unter den Darstellungen befindet sich auch eine des heiligen Johannes Nepomuk.                                                                              |
| ja   | Datei hochladen | Statue Johannes Nepomuk HERIS-ID: 10220 Objekt-ID: 6273                     | Ebenthal ·                   |          |         | An der Hauptstraße in Ebenthal steht eine Steinfigur des heiligen Johannes Nepomuk mit einem Zitat aus Psalm 110 auf dem Sockel. |
| ja   | Datei hochladen | Statue Johannes Nepomuk HERIS-ID: 10313 Objekt-ID: 6367                     | Eckartsau ·                  |          |         | Auf der Brücke im Zuge der Straße vom Ortszentrum zum Schloss Eckartsau steht eine Statue Johannes Nepomuks |
|      | Datei hochladen | Statue Johannes Nepomuk                                                     | Engelhartstetten             |          |         | Auf dem Hochaltar der Pfarrkirche von Engelhartstetten steht eine Darstellung Johannes Nepomuks aus der ersten Hälfte des 18. Jahrhunderts als Seitenfigur.                                                                                   |
| ja   | Datei hochladen | Statue Johannes Nepomuk HERIS-ID: 10535 Objekt-ID: 6594                     | Erdpreß ·                    |          |         | In Erdpreß steht eine Statue Johannes Nepomuks aus dem Jahr 1896. |
| ja   | Datei hochladen | Figur hl. Johannes Nepomuk Johannes Nepomuk HERIS-ID: 10297 Objekt-ID: 6350 | Götzendorf ·                 |          |         | Die Figur aus dem 18. Jahrhundert ist nicht mehr im öffentlichen Raum aufgestellt, das Gelände wird von einem Autohändler eingenommen. Die Statue im Museumsdorf (siehe unter Niedersulz) ist eine Replik.                                    |
|      | Datei hochladen | Statue Johannes Nepomuk                                                     | Götzendorf                   |          |         | Im Süden von Götzendorf steht eine aus dem Jahr 1889 stammende Wegkapelle mit einer Statue Johannes Nepomuks aus dem 18. Jahrhundert. |
|      | Datei hochladen | Statue Johannes Nepomuk                                                     | Götzendorf                   |          |         | In einer Nische des Hauses Götzendorf 124 befindet sich eine Figur Johannes Nepomuks aus der Mitte des 18. Jahrhunderts. |
|      | Datei hochladen | Altargemälde Johannes Nepomuk                                               | Groß-Enzersdorf              |          |         | Auf dem linken Seitenaltar der Pfarrkirche von Groß-Enzersdorf befindet sich ein aus dem Jahr 1726 stammendes Altargemälde von Johann Georg Schmidt.                                                                                          |
| ja   | Datei hochladen | Statue Johannes Nepomuk HERIS-ID: 10555 Objekt-ID: 6614                     | Groß-Inzersdorf ·            |          |         | In Groß-Inzersdorf steht eine Johannes-Nepomuk-Statue. |
| ja   | Datei hochladen | Statue Johannes Nepomuk HERIS-ID: 10248 Objekt-ID: 6301                     | Groß-Schweinbarth ·          |          |         | In Groß-Schweinbarth steht eine Statue Johannes Nepomuks neben der Weidenbachbrücke, die möglicherweise aus dem Jahr 1784 stammt. |
| BW   | Datei hochladen | Statue Johannes Nepomuk                                                     | Grub an der March ·          |          |         | Im Inneren der Ortskapelle von Grub an der March befindet sich eine Figur Johannes Nepomuks aus dem 18. Jahrhundert. |
| ja   | Datei hochladen | Statue Johannes Nepomuk HERIS-ID: 10479 Objekt-ID: 6538                     | Hauskirchen ·                |          |         | Im Westen von Hauskirchen steht vor dem Schloss eine Statue Johannes Nepomuks aus dem 18. Jahrhundert. |
| ja   | Datei hochladen | Statue Johannes Nepomuk                                                     | Hohenau an der March ·       |          |         | In der Pfarrkirche von Hohenau an der March befindet sich eine Darstellung Johannes Nepomuks aus der Mitte des 18. Jahrhunderts als Konsolfigur.                                                                                              |
| ja   | Datei hochladen | Statue Johannes Nepomuk                                                     | Hohenau an der March ·       |          |         | Neben der Pfarrkirche von Hohenau an der March steht im Kirchhof neben dem Kriegerdenkmal und einer Pietà eine aus dem Jahr 1742 stammende Statue Johannes Nepomuks. Ursprünglich befand sich diese auf der Brücke beim Schloss.              |
| ja   | Datei hochladen | Statue Johannes Nepomuk HERIS-ID: 10253 Objekt-ID: 6306                     | Hohenruppersdorf ·           |          |         | Auf der Balustrade der auf dem Anger von Hohenruppersdorf befindlichen Dreifaltigkeitssäule aus dem Jahr 1713 befindet sich neben anderen Figuren auch eine Darstellung Johannes Nepomuks.                                                    |
| ja   | Datei hochladen | Statue Johannes Nepomuk HERIS-ID: 10259 Objekt-ID: 6312                     | Hohenruppersdorf ·           |          |         | Beim Musikerheim von Hohenruppersdorf steht eine Statue Johannes Nepomuks. |
| ja   | Datei hochladen | Statue Johannes Nepomuk HERIS-ID: 10498 Objekt-ID: 6557                     | Jedenspeigen ·               |          |         | Vor Schloss Jedenspeigen steht eine Wegkapelle mit einer Statue Johannes Nepomuks aus dem dritten Viertel des 18. Jahrhunderts. |
| ja   | Datei hochladen | Statue Johannes Nepomuk HERIS-ID: 10499 Objekt-ID: 6558                     | Jedenspeigen ·               |          |         | Im Zentrum von Jedenspeigen steht ein Pfeilerbildstock mit einer Statue Johannes Nepomuks aus der ersten Hälfte des 18. Jahrhunderts. |
| ja   | Datei hochladen | Statue Johannes Nepomuk HERIS-ID: 10207 Objekt-ID: 6260 marterl.at: 4810    | Kollnbrunn ·                 |          |         | Bei der Brücke von Kollnbrunn im Zuge der Brünner Straße steht auf einem neugotischen Sockel eine aus Gusseisen hergestellte Statue Johannes Nepomuks.                                                                                        |
|      | Datei hochladen | Statue Johannes Nepomuk                                                     | Lassee                       |          |         | In der Pfarrkirche von Lassee befindet sich eine Figur Johannes Nepomuks. |
| ja   | Datei hochladen | Statue Johannes Nepomuk HERIS-ID: 10341 Objekt-ID: 6395                     | Leopoldsdorf im Marchfelde · |          |         | In der Pfarrkirche von Leopoldsdorf im Marchfelde befinden sich Figuren der hll. Florian und Johannes Nepomuks aus der zweiten Hälfte des 18. Jahrhunderts.                                                                                   |
| ja   | Datei hochladen | Statue Johannes Nepomuk HERIS-ID: 10340 Objekt-ID: 6394                     | Leopoldsdorf im Marchfelde · |          |         | In Kämpfendorf steht eine Wegkapelle mit einer Statue Johannes Nepomuks aus dem Ende des 18. Jahrhunderts. |
| ja   | Datei hochladen | Statue Johannes Nepomuk HERIS-ID: 10559 Objekt-ID: 6618                     | Loidesthal ·                 |          |         | Bei der Brücke am Hauptplatz von Loidesthal steht eine Statue Johannes Nepomuks. |
|      | Datei hochladen | Votivbild Johannes Nepomuk                                                  | Loidesthal                   |          |         | In der Pfarrkirche von Loidesthal befindet sich ein Votivbild Johannes Nepomuks aus dem 18. Jahrhundert. |
|      | Datei hochladen | Statue Johannes Nepomuk                                                     | Mannersdorf an der March     |          |         | In der Pfarrkirche Mannersdorf an der March befindet sich eine Figur des Johannes Nepomuks aus dem 19. Jahrhundert. |
| ja   | Datei hochladen | Statue Johannes Nepomuk                                                     | Mannsdorf an der Donau ·     |          |         | Zwischen Mannsdorf und Schönau steht an der Straße zwischen Bäumen eine Johannes-Nepomuk-Statue. |
| ja   | Datei hochladen | Statue Johannes Nepomuk HERIS-ID: 10654 Objekt-ID: 6715                     | Marchegg ·                   |          |         | Auf dem Hauptplatz von Marchegg steht eine Statue Johannes Nepomuks. |
| ja   | Datei hochladen | Statue Johannes Nepomuk HERIS-ID: 84961                                     | Markthof ·                   |          |         | Bei Markthof steht eine mit 1722 bezeichnete Statue Johannes Nepomuks an der Stelle, wo sich früher ein wichtiger Übergang über die March befand.                                                                                             |
| ja   | Datei hochladen | Statue Johannes Nepomuk HERIS-ID: 10662 Objekt-ID: 6723                     | Matzen ·                     |          |         | Vor der Pfarrkirche von Matzen steht eine Statue Johannes Nepomuks aus dem 18. Jahrhundert. |
|      | Datei hochladen | Statue Johannes Nepomuk                                                     | Maustrenk                    |          |         | In der Pfarrkirche von Maustrenk befindet sich eine Statue Johannes Nepomuks aus der zweiten Hälfte des 18. Jahrhunderts. |
| ja   | Datei hochladen | Statue Johannes Nepomuk HERIS-ID: 10560 Objekt-ID: 6619                     | Maustrenk ·                  |          |         | In Maustrenk befindet sich ein Bildstock Johannes Nepomuks aus dem 18. Jahrhundert. |
|      | Datei hochladen | Statue Johannes Nepomuk                                                     | Neusiedl an der Zaya         |          |         | Auf dem Hochaltar der Pfarrkirche von Neusiedl an der Zaya befindet sich eine Figur Johannes Nepomuks aus dem Ende des 18. Jahrhunderts. |
| ja   | Datei hochladen | Statue Johannes Nepomuk HERIS-ID: 10504 Objekt-ID: 6563                     | Neusiedl an der Zaya ·       |          |         | An der Ecke Hauptstraße / Johannesgasse in Neusiedl an der Zaya steht eine Statue Johannes Nepomuks mit einer Putte mit Buch aus dem Jahr 1755.                                                                                               |
| ja   | Datei hochladen | Statue Johannes Nepomuk HERIS-ID: 10527 Objekt-ID: 6586                     | Niederabsdorf ·              |          |         | Im Ostteil von Niederabsdorf steht eine Statue Johannes Nepomuks aus dem 18. Jahrhundert. |
| ja   | Datei hochladen | Statue Johannes Nepomuk HERIS-ID: 10528 Objekt-ID: 6587                     | Niederabsdorf ·              |          |         | Am nördlichen Ortsende von Niederabsdorf steht eine Statue Johannes Nepomuks aus der Mitte des 18. Jahrhunderts. |
| ja   | Datei hochladen | Statue Johannes Nepomuk HERIS-ID: 10539 Objekt-ID: 6598                     | Niedersulz ·                 |          |         | Bei der Kirche von Niedersulz steht eine Statue Johannes Nepomuks. |
| ja   | Datei hochladen | Statue Johannes Nepomuk HERIS-ID: 10297 Objekt-ID: 6350                     | Niedersulz ·                 |          |         | Im Museumsdorf Niedersulz (im Nordosten beim Teich) steht eine Statue des hl. Johannes Nepomuk. Sie ist eine Replik aus Kunststein nach einem Original aus Velm-Götzendorf; das ursprünglich freistehende Original ist derzeit in Verwahrung. |
|      | Datei hochladen | Altargemälde Johannes Nepomuk                                               | Oberhausen                   |          |         | Auf dem rechten Seitenaltar der Kirche von Oberhausen befindet sich ein Altargemälde Johannes Nepomuks aus der ersten Hälfte des 18. Jahrhunderts.                                                                                            |
|      | Datei hochladen | Altargemälde Johannes Nepomuk                                               | Obersiebenbrunn              |          |         | Auf dem rechten Seitenaltar der Pfarrkirche von Obersiebenbrunn befindet sich als Altargemälde eine Darstellung Johannes Nepomuks. |
|      | Datei hochladen | Statue Johannes Nepomuk                                                     | Obersulz                     |          |         | In der Pfarrkirche von Obersulz befindet sich eine Figur Johannes Nepomuks. |
|      | Datei hochladen | Statue Johannes Nepomuk                                                     | Obersulz                     |          |         | Unter den auf der aus dem Jahr 1714 stammenden Dreifaltigkeitssäule auf dem Hauptplatz von Obersulz befindlichen Figuren befindet sich auch eine Darstellung Johannes Nepomuks. Anmerkung: auf den Fotos sehe ich keinen Nepomuk              |
|      | Datei hochladen | Statue Johannes Nepomuk                                                     | Ollersdorf                   |          |         | In der Pfarrkirche Ollersdorf befindet sich eine barocke Figur Johannes Nepomuks. |
| ja   | Datei hochladen | Statue Johannes Nepomuk HERIS-ID: 10728 Objekt-ID: 6790                     | Orth an der Donau ·          |          |         | Beim Schloss Orth an der Donau steht eine Wegkapelle mit einer Statue Johannes Nepomuks. |
| ja   | Datei hochladen | Gemälde Johannes Nepomuk HERIS-ID: 10356 Objekt-ID: 6410                    | Orth an der Donau ·          |          |         | Auf dem linken Seitenaltar in der Pfarrkirche Orth an der Donau befindet sich ein Mensabild hl. Johannes Nepomuk. |
| ja   | Datei hochladen | Statue Johannes Nepomuk HERIS-ID: 10523 Objekt-ID: 6582                     | Palterndorf ·                |          |         | Am nördlichen Ortsende von Palterndorf steht eine Wegkapelle mit einer Statue Johannes Nepomuks aus dem Jahr 1724. |
| ja   | Datei hochladen | Statue Johannes Nepomuk HERIS-ID: 10714 Objekt-ID: 6776                     | Pframa ·                     |          |         | In Pframa steht eine Wegkapelle mit einer Figur des heiligen Johannes Nepomuk. |
|      | Datei hochladen | Statue Johannes Nepomuk                                                     | Prinzendorf an der Zaya      |          |         | Auf dem linken Seitenaltar der Pfarrkirche von Prinzendorf an der Zaya befindet sich eine Figur Johannes Nepomuks. |
|      | Datei hochladen | Gemälde Johannes Nepomuk HERIS-ID: 10330 Objekt-ID: 6384                    | Probstdorf                   |          |         | In der Pfarrkirche von Probstdorf befindet sich ein Bild Johannes Nepomuks von Johann Michael Rottmayr aus dem Anfang des 18. Jahrhunderts.                                                                                                   |
| ja   | Datei hochladen | Statue Johannes Nepomuk HERIS-ID: 10282 Objekt-ID: 6335                     | Prottes ·                    |          |         | Im nordöstlichen Ortsgebiet von Prottes steht eine Statue Johannes Nepomuks aus dem 18. Jahrhundert. |
| ja   | Datei hochladen | Statue Johannes Nepomuk                                                     | Raggendorf ·                 |          |         | In Raggendorf steht eine Statue Johannes Nepomuks, die möglicherweise aus dem Jahr 1734 stammt. |
| ja   | Datei hochladen | Statue Johannes Nepomuk HERIS-ID: 10677 Objekt-ID: 6738                     | Reyersdorf ·                 |          |         | In Reyersdorf steht auf einer Säule eine Statue Johannes Nepomuks. |
|      | Datei hochladen | Statue Johannes Nepomuk                                                     | Ringelsdorf                  |          |         | In der Pfarrkirche von Ringelsdorf befindet sich eine Statue Johannes Nepomuks aus der zweiten Hälfte des 18. Jahrhunderts. |
| ja   | Datei hochladen | Statue Johannes Nepomuk HERIS-ID: 10529 Objekt-ID: 6588                     | Ringelsdorf ·                |          |         | Im Osten von Ringelsdorf, nahe der so genannten Krenn-Mühle, steht eine Figur des heiligen Johannes Nepomuk |
|      | Datei hochladen | Statue Johannes Nepomuk                                                     | Schönkirchen                 |          |         | In der Pfarrkirche von Schönkirchen befindet sich eine Statue Johannes Nepomuks aus der ersten Hälfte des 18. Jahrhunderts. |
|      | Datei hochladen | Statue Johannes Nepomuk                                                     | Schönkirchen                 |          |         | Im östlichen Ortsgebiet von Schönkirchen steht eine Statue Johannes Nepomuks aus der Mitte des 18. Jahrhunderts. |
|      | Datei hochladen | Statue Johannes Nepomuk                                                     | Sierndorf an der March       |          |         | In der Pfarrkirche von Sierndorf an der March befindet sich eine Statue Johannes Nepomuks aus der ersten Hälfte des 18. Jahrhunderts. |
| ja   | Datei hochladen | Statue Johannes Nepomuk HERIS-ID: 10291 Objekt-ID: 6344                     | Spannberg ·                  |          |         | Im Ostteil von Spannberg steht eine Statue Johannes Nepomuks aus der Mitte des 18. Jahrhunderts. |
| ja   | Datei hochladen | Pfarrkirche Johannes Nepomuk HERIS-ID: 10240 Objekt-ID: 6293                | Stopfenreuth ·               |          |         | Die Pfarrkirche von Stopfenreuth ist dem heiligen Johannes Nepomuk geweiht. |
|      | Datei hochladen | Statue Johannes Nepomuk                                                     | Untersiebenbrunn             |          |         | Am Triumphbogen der Pfarrkirche von Untersiebenbrunn befindet sich eine Darstellung Johannes Nepomuks aus dem 18. Jahrhundert als Nischenfigur.                                                                                               |
|      | Datei hochladen | Statue Johannes Nepomuk                                                     | Waidendorf                   |          |         | In der Pfarrkirche von Waidendorf befindet sich eine Statue Johannes Nepomuks aus dem 18. Jahrhundert. |
| ja   | Datei hochladen | Statue Johannes Nepomuk HERIS-ID: 10469 Objekt-ID: 6528                     | Waidendorf ·                 |          |         | Am Kruttberg im östlichen Ortsgebiet steht eine Statue Johannes Nepomuks aus der ersten Hälfte des 18. Jahrhunderts. |
| ja   | Datei hochladen | Statue Johannes Nepomuk HERIS-ID: 10470 Objekt-ID: 6529                     | Waidendorf ·                 |          |         | Im Osten des Ortes steht an der Brücke über den Sulzbach auf einem barocken Sockel eine Steinfigur des heiligen Johannes Nepomuk aus der ersten Hälfte des 18. Jahrhunderts.                                                                  |
| ja   | Datei hochladen | Statue Johannes Nepomuk HERIS-ID: 207475                                    | Waidendorf ·                 |          |         | Am westlichen Ortsrand befindet sich eine Statue Johannes Nepomuks aus dem 18. Jahrhundert. |
|      | Datei hochladen | Statue Johannes Nepomuk                                                     | Waltersdorf an der March     |          |         | In der Kirche von Waltersdorf an der March befindet sich eine Statue Johannes Nepomuks aus der zweiten Hälfte des 18. Jahrhunderts. |
| ja   | Datei hochladen | Statue Johannes Nepomuk HERIS-ID: 10207 Objekt-ID: 6260 marterl.at: 4810    | Weikendorf ·                 |          |         | In Weikendorf steht eine mit 1725 datierte Statue Johannes Nepomuks mit zwei Putten auf einem dreiteiligen Volutensockel. |
| ja   | Datei hochladen | Statue Johannes Nepomuk HERIS-ID: 10576 Objekt-ID: 6635                     | Zistersdorf ·                |          |         | Vor der Stadtpfarrkirche von Zistersdorf steht eine Statue Johannes Nepomuks. |
| ja   | Datei hochladen | Statue Johannes Nepomuk                                                     | Zistersdorf ·                |          |         | In der Hauptstraße von Zistersdorf steht vor der Bezirksbauernkammer eine Statue Johannes Nepomuks. |
|      | Datei hochladen | Altargemälde Johannes Nepomuk                                               | Zistersdorf                  |          |         | Auf dem rechten Seitenaltar der Stadtpfarrkirche von Zistersdorf befindet sich ein von Putten umgebenes Altargemälde Johannes Nepomuks aus dem dritten Viertel des 18. Jahrhunderts.                                                          |
|      | Datei hochladen | Statue Johannes Nepomuk                                                     | Zistersdorf                  |          |         | In der Wallfahrtskirche Maria Moos in Zistersdorf befindet sich eine Statue Johannes Nepomuks aus der Mitte des 18. Jahrhunderts. |